# Amanda (serie televisiva)
Amanda (Amanda's; conosciuta anche come Amanda's by the Sea) è una serie televisiva statunitense in 13 episodi trasmessi per la prima volta nel corso di una sola stagione nel 1983.
È una sitcom incentrata sulle vicende di Amanda Cartwright, proprietaria di un albergo sul mare chiamato Amanda by the Sea, il cui personale include suo figlio Marty (Fred McCarren) e la sua viziata moglie Arlene (Simone Griffeth), Earl lo chef (Rick Hurst) e Aldo il fattorino (Tony Rosato). Krinsky è il rivale di Amanda negli affari e gestore di un altro hotel, Casa Krinsky.
La serie fu girata di fronte ad un pubblico dal vivo negli studios della ABC, al 4151 di Prospect Avenue, Hollywood, California. Fu annullata nel maggio del 1983, dopo quattro mesi di messa in onda e dieci episodi (tre episodi rimasero inediti). Rappresenta il ritorno di Bea Arthur ad una serie televisiva dopo il termine di Maude nel 1978. 

## Personaggi e interpreti
- Amanda Cartwright (13 episodi, 1983), interpretata da Bea Arthur.
- Marty Cartwright (13 episodi, 1983), interpretato da Fred McCarren.
- Arlene Cartwright (13 episodi, 1983), interpretata da Simone Griffeth.
- Earl Nash (13 episodi, 1983), interpretato da Rick Hurst.
- Aldo (13 episodi, 1983), interpretato da Tony Rosato.
- Clifford Mundy (11 episodi, 1983), interpretato da Keene Curtis.
- Zack Cartwright (5 episodi, 1983), interpretato da Kevin McCarthy.

### Guest star
Tra le guest star: Jerry Stiller, Donnelly Rhodes, Ruth Manning, Richard Altman, Leonard Stone, Michael Constantine, Danny Wells, Todd Susman.

## Produzione
La serie fu prodotta da Viacom Productions e girata negli studios della ABC a Hollywood in California. Le musiche furono composte da Peter Matz.

### Registi
Tra i registi della serie sono accreditati:
- Howard Storm in 5 episodi (1983)
- Charles S. Dubin in 2 episodi (1983)
- J.D. Lobue in 2 episodi (1983)

### Sceneggiatori
Tra gli sceneggiatori della serie sono accreditati:
Crediti sceneggiature serie
- Sam Greenbaum in 2 episodi (1983)
- Michael Loman in 2 episodi (1983)
- Elliot Shoenman in 2 episodi (1983)

## Distribuzione
La serie fu trasmessa negli Stati Uniti dal 10 febbraio 1983 al 26 maggio 1983 sulla rete televisiva ABC. In Italia è stata trasmessa negli anni 1980 su Rete 4 con il titolo Amanda.
Alcune delle uscite internazionali sono state:
- negli Stati Uniti il 10 febbraio 1983 (Amanda's o Amanda's by the Sea)
- in Svezia il 15 giugno 1984
- in Italia (Amanda)

## Episodi
| Stagione       | Episodi | Prima TV USA |
| -------------- | ------- | ------------ |
| Prima stagione | 13      | 1983         |